# ASF Bobo-Dioulasso
ASF Bobo-Dioulasso, ook als AS Fonctionnaires is een Burkinese voetbalclub uit de stad Bobo-Dioulasso.
De club werd op 20 april 1948 opgericht door Franse ambtenaren Ousséni Diallo, Arsène Mobio, Tiémoko Camara, André Tall en Raoul Vicens.
De club werd in 1961 de eerste landskampioen van het pas onafhankelijk geworden Opper-Volta. Eén jaar eerder bereikte de club de halve finale van de Beker van Frans-West-Afrika maar verloor daar van Étoile Filante de Lomé (Togo). Momenteel speelt de club in de Stade Wobi omdat hun eigen stadion gerestaureerd wordt. In 2009 degradeerde de club uit de hoogste klasse.

## Erelijst
Landskampioen
1961, 1966, 2018
Beker van Burkina Faso
Winnaar: 1986, 1989, 1997, 1998, 2004
Finalist: 1988, 1993, 2001, 2002, 2005
Burkinabé Leaders Cup
1992
Burkinabé SuperCup
1992/93, 1996/97, 2000/01, 2003/04
AJEB · US Comoé de Banfora · Racing Club de Bobo · AS Douanes · AS Faso-Yennenga · AS Fonctionnaires · US Forces Armées · Rail Club du Kadiogo · ASEC Koudouguou · Majestic SC · Étoile Filante Ouagadougou · US Ouagadougou · AS Police · Rahimo FC · Salitas FC · AS SONABEL